# أدريانا جرسي
أدريانا جرسي (بالتشيكية: Adriana Gerši)‏ مواليد 26 يونيو 1976 في التشيك، هي لاعبة كرة مضرب تشيكية سابقة بدأت مسيرتها كمحترفة سنة 1994 وكانت تلعب باليد اليمنى، اعتزلت اللعب في 2002. أعلى تصنيف لها في الفردي كان المركز الـ 48 في سنة 1997. سبق أن شاركت في دورة الألعاب الأولمبية الصيفية.

## النهائيات

### الفردي: 1 (1-0)
| الحصيلة | الرقم | التاريخ      | الدورة       | الأرضية | المنافس               | النتيجة  |
| ------- | ----- | ------------ | ------------ | ------- | --------------------- | -------- |
| الفوز   | 1.    | 5 أغسطس 2001 | بازل، سويسرا | ترابية  | ماري جياني ميكائيليان | 6–4, 6–1 |

## روابط خارجية
- أدريانا جرسي على موقع رابطة محترفات التنس (الإنجليزية)
- أدريانا جرسي على موقع الاتحاد الدولي لكرة المضرب (الإنجليزية)
- أدريانا جرسي على موقع كأس بيلي جين كينغ (الإنجليزية)
- أدريانا جرسي على موقع خلاصة التنس.كوم (الإنجليزية)
- أدريانا جرسي على موقع اللجنة الأولمبية الدولية (الإنجليزية)
- أدريانا جرسي على موقع أوليمبيديا (الإنجليزية)
- أدريانا جرسي على موقع اللجنة الأولمبية التشيكية (التشيكية)